# Berglaubsänger

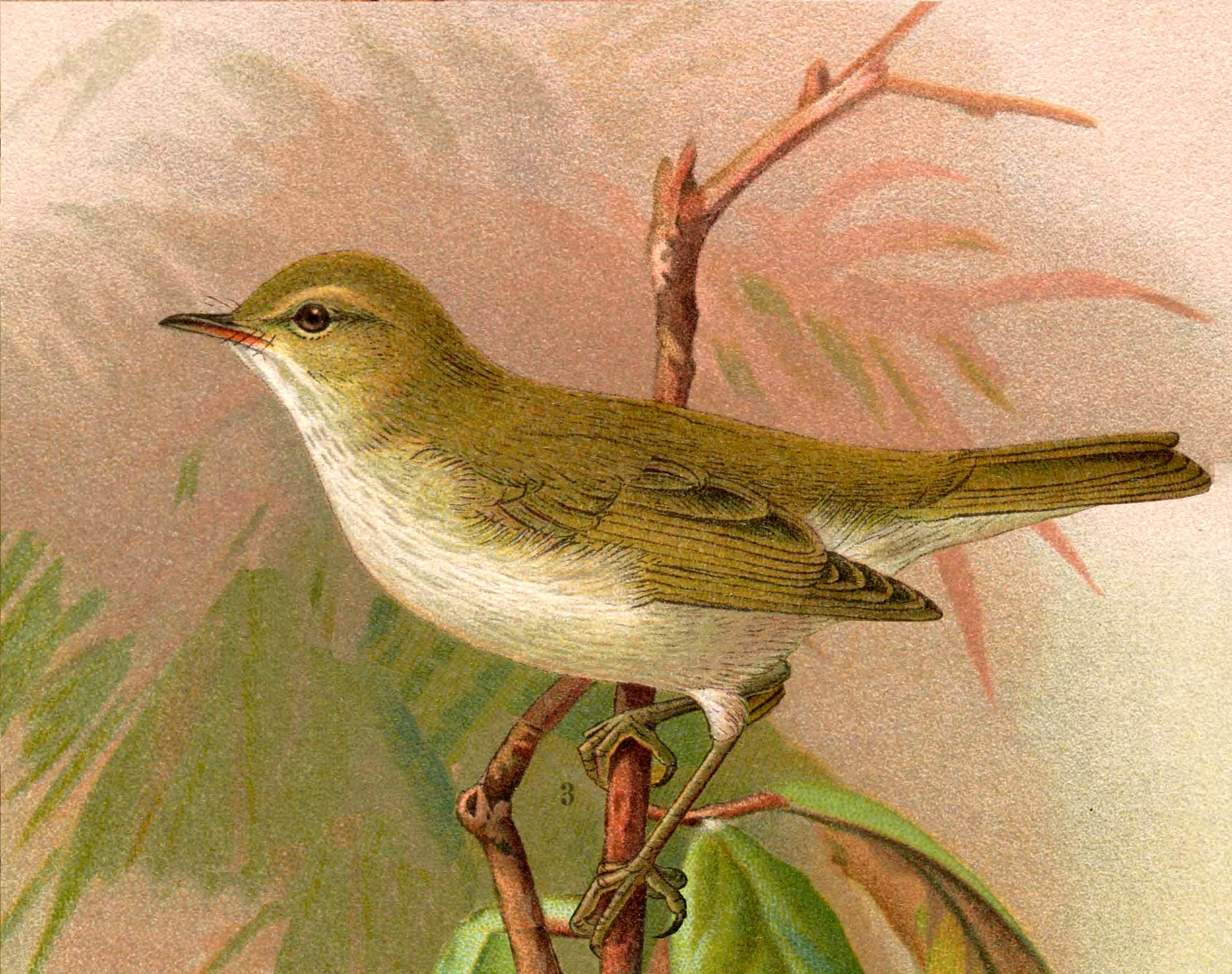
Berglaubsänger

Der Berglaubsänger (Phylloscopus bonelli) ist ein Singvogel aus der Gattung der Laubsänger (Phylloscopus) und der  Familie der Laubsängerartigen (Phylloscopidae). Es werden keine Unterarten unterschieden.

## Beschreibung
Der Berglaubsänger ist etwa 11 bis 12 cm lang und hat eine Flügelspannweite von 18 bis 19 cm. Das Gewicht beträgt etwa 7 bis 9 Gramm. Die Oberseite ist graubraun und die Unterseite weiß gefärbt. Der kleine Vogel hat einen undeutlichen, weißen Überaugenstreif und einen gelblichen Bürzel. Männchen und Weibchen haben die gleiche Färbung. Sein Ruf klingt in etwa wie „pü ieh“.

## Verbreitungsgebiet und Lebensraum

Verbreitung des Berglaubsängers:
Brutgebiete
Migration
Überwinterungsgebiete

Das Verbreitungsgebiet des Berglaubsängers erstreckt sich vom westlichen Mittelmeergebiet bis nach Nordfrankreich und dem Südwesten Mitteleuropas. Die nördliche Verbreitungsgrenze verläuft durch Nordfrankreich, Südbelgien, den Süden Deutschlands und Österreich. In Mitteleuropa weist der Berglaubsänger geschlossene Verbreitungsgebiete nur in den Alpen, im Jura und im südlichen Schwarzwald auf. Nördlich davon gibt es nur unregelmäßige Einzelvorkommen. Seine Winterquartiere liegen in Afrika südlich der Sahara. Abreisezeit und Zugrichtung sind ihm angeboren. Der Berglaubsänger lebt in trockenen Laub-, Nadel- und Mischwäldern in Berglandschaften bis 2000 m Höhe.
Berglaubsänger kehren jedes Jahr zu ihren alten Revieren zurück. Die Reviergrößen betragen drei bis vier Hektar.

## Ernährung
Der Berglaubsänger ernährt sich von Spinnen, Weichtieren, Insekten und deren Larven.

## Fortpflanzung

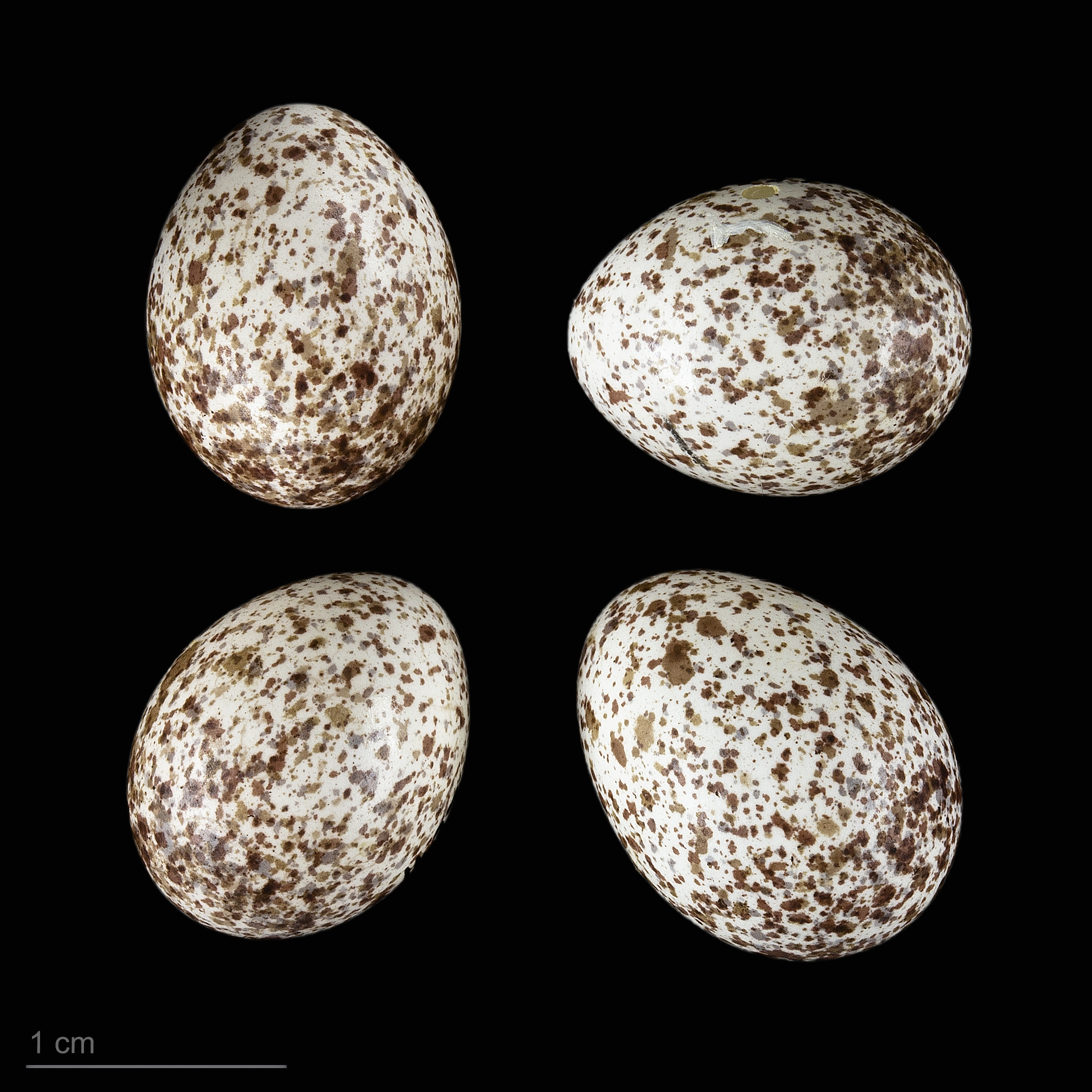
Phylloscopus bonelli, Sammlung Museum von Toulouse

Die Geschlechtsreife tritt nach einem Jahr ein. Die Hauptbrutzeit ist Mai bis Juli. Das aus Halmen, Laub und Gras erbaute, backofenförmige Nest ist am Boden im Gras versteckt. Das Weibchen legt 4 bis 6 weiße Eier mit braunen Punkten. Die Eier werden 13 bis 14 Tage lang vom Weibchen bebrütet. Die Jungvögel bleiben 11 bis 13 Tage im Nest.